# Auroux
Auroux ist eine französische Gemeinde mit 365 Einwohnern (Stand 1. Januar 2022) im Département Lozère in der Region Okzitanien.

## Geografie
Die Ortschaft liegt auf dem Hochplateau der Margeride, nördlich des Gebirgsmassivs des Mont Lozère in den nördlichen Cevennen. Der Fluss Chapeauroux fließt durch das Dorf.

## Bevölkerungsentwicklung

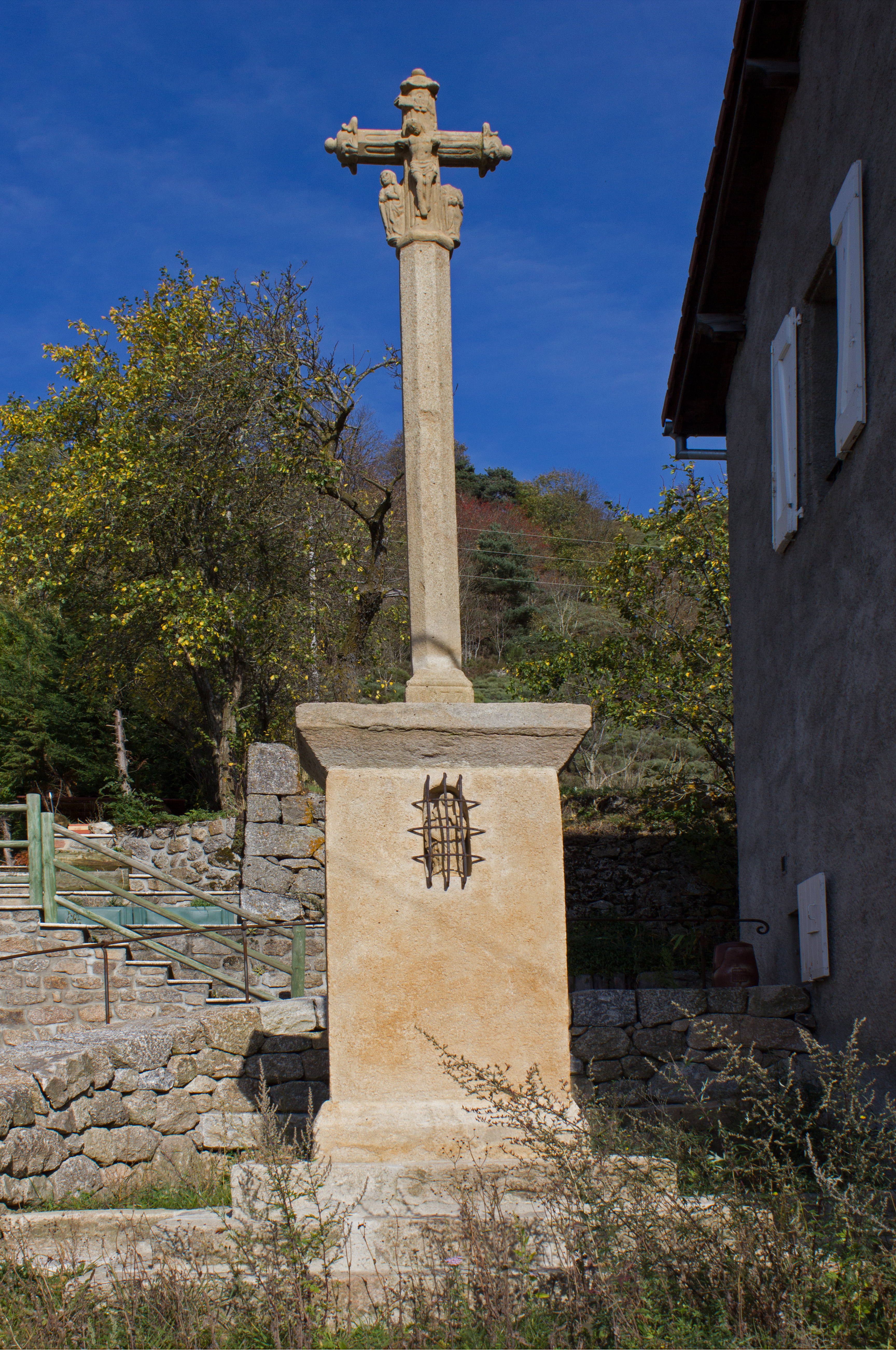
denkmalgeschütztes Flurkreuz in Auroux

| Jahr      | 1962 | 1968 | 1975 | 1982 | 1990 | 1999 | 2010 | 2018 |
| Einwohner | 654  | 561  | 504  | 438  | 395  | 380  | 420  | 378  |